# رانده‌شده (فیلم ۱۳۶۸)
رانده‌شده فیلمی به کارگردانی جهانگیر جهانگیری و نویسندگی حسن هدایت ساختهٔ سال ۱۳۶۸ است.

## خلاصه داستان
مرد عطاری پس از شش دختر صاحب فرزند پسری می‌شود و اسم او را اصلان می‌گذارد…

## بازیگران
- جمشید مشایخی
- رضا رویگری
- رضا کرم‌رضایی
- عطاءالله زاهد
- مرجانه دلدارگلچین
- شهلا ریاحی
- حسین امیرفضلی
- اکبر دودکار
- عباس ناظری‌نیک
- محمدعلی ورشوچی
- ابراهیم بصیرت
- شاپور بخشایی
- خسرو امیرصادقی
- اصغر زمانی
- رشید اصلانی
- اصغر آشوری
- ابوالفضل میرزایی
- فرهاد خانمحمدی
- رضا بصیری‌اصفهانی
- جهانگیر چنگیزخان
- نریمان شیری‌فرد
- محمدتقی شریفی
- علی خالدی
- احمد معصومی
- منوچهر اخضرپور